# ツゲ目
|  | アムボレラ目 スイレン目 アウストロバイレヤ目 センリョウ目 カネラ目 コショウ目 クスノキ目 モクレン目 ショウブ目 オモダカ目 ヤマノイモ目 タコノキ目 ユリ目 キジカクシ目 ダシポゴン科 ヤシ目 イネ目 ツユクサ目 ショウガ目 マツモ目 キンポウゲ目 アワブキ科 ヤマモガシ目 ツゲ目 ヤマグルマ目 グンネラ目 ハマビシ目 ニシキギ目 キントラノオ目 カタバミ目 マメ目 バラ目 ウリ目 ブナ目 フウロソウ目 フトモモ目 クロッソソマ目 ムクロジ目 フエルテア目 アブラナ目 アオイ目 ブドウ目 ユキノシタ目 ビワモドキ科 ベルベリドプシス目 ビャクダン目 ナデシコ目 ミズキ目 ツツジ目 ガリア目 リンドウ目 シソ目 ナス目 モチノキ目 セリ目 キク目 マツムシソウ目 |

ツゲ目（ツゲもく）は被子植物の真正双子葉類に含まれる目のひとつで、APG III(2009)で新たに設けられた。
下位分類としてツゲ科とハプタントゥス科の2つの科をもつ。
APG II(第二版 2003年)ではディディメレス科は独立した科であったが、APG III(2009)でディディメレス科がツゲ科に含まれることになった。だが、その後の分子系統解析では、ディディメレス属はハプタントゥス属より先に分岐し、ハプタントゥス属はツゲ属の姉妹群となるという結果が得られている。